# Cerová
Cerová é um município da Eslováquia, situado no distrito de Senica, na região de Trnava. Tem 21,880 km² de área e sua população em 2019 foi estimada em 1133 habitantes.

## Demografia
| Ano:        | 1994 | 2004   | 2014   | 2024   |
| ----------- | ---- | ------ | ------ | ------ |
| Broj ljudi: | 1388 | 1265   | 1182   | 1095   |
| Razlika:    |      | -8,86% | -6,56% | -7,36% |

| Ano:               | 2023 | 2024   |
| ------------------ | ---- | ------ |
| Número de pessoas: | 1092 | 1095   |
| Diferença:         |      | +0,27% |